# Wrong Turn 5 - Bagno di sangue
(Tagline del film.)
Wrong Turn 5 - Bagno di sangue (Wrong Turn 5: Bloodlines) è un film del 2012 diretto da Declan O'Brien.
La pellicola, di genere horror, è il prequel del film Wrong Turn e si svolge subito dopo la fine dell'altro prequel Wrong Turn 4 - La montagna dei folli. O'Brien è regista anche del terzo e del quarto film della saga horror.

## Trama
In una cittadina della Virginia Occidentale, Fairlake, si festeggia il Mountain Man Music Festival. La leggenda narra che nel 1817 la cittadina fu attaccata da alcuni montanari cannibali, che divorarono tutti. Il massacro viene festeggiato con della musica, in una notte selvaggia, quella di Halloween, dove tutti si dedicano al divertimento e alla malizia.
Tre montanari deformi cannibali, Dente a Sega, Guercio e Tre Dita, vengono trovati dal vecchio Maynard, dopo la loro fuga dal sanatorio di Brendon dove erano trattenuti. I tre devono eseguire gli ordini del vecchio. Cinque ragazzi si mettono in viaggio con una grande quantità di ecstasy e di funghetti allucinogeni per il festival, ma per poco non investono Maynard, posizionatosi li per catturare il gruppo. La macchina sbanda ma sopravvivono tutti. I ragazzi si avvicinano per controllare se il signore fosse vivo ma Maynard ferisce uno dei ragazzi, che, tutti insieme, iniziano a prenderlo a calci. Ma arriva lo sceriffo Angela che prende i ragazzi e Maynard e li chiude in delle celle nella caserma del paesino. I tre montanari hanno visto tutto. In città sono tutti travestiti da montanari e i tre cannibali si possono nascondere facilmente. A Gus, Lita, Julian e Cruz viene affidata la camera di un motel, mentre Billy si prende tutte le responsabilità della droga e rimane in cella, a fianco ad un uomo ubriaco di nome Mose e a Maynard. Durante la notte, Cruz esce dal motel per portare del cibo a Billy in prigione, ma lungo il tragitto viene inseguita e uccisa da Tre Dita. Dopo un po' esce anche Julian, che si sorprende di non trovare Cruz nella centrale. Rimasti da soli, Lita e Gus consumano un rapporto sessuale, e mentre lei fa la doccia, irrompono in casa Dente a Sega e Guercio, i quali rapiscono Gus, mentre Lita riesce a scappare e raggiunge la centrale. Rimasto nelle mani dei cannibali, a Gus vengono spaccate le gambe e muore davanti alla centrale. I cannibali interrompono la rete elettrica, impedendo le chiamate, i messaggi e spegnendo tutte le luci. Lo sceriffo Angela usa un generatore e cerca di comunicare con l'altra parte del Paese, ma sfortunatamente a risponderle è un ragazzo imprudente che pensa si tratti di uno scherzo. Julian e Billy, ormai preoccupati per Cruz, ottengono dallo sceriffo il permesso per uscire, ma entrambi vengono neutralizzati dai cannibali durante la strada. Si risvegliano in un campo da calcio: Julian ha i piedi legati, mentre Billy è interamente sotterrato, tranne che per la testa. Tre Dita li uccide, investendoli con un trattore tosaerba. Mose convince lo sceriffo a lasciarlo andare al festival con una volante per far venire i rinforzi, avvisando della situazione tutta la polizia locale. Lungo la strada, però, è vittima di una trappola, per cui gli si bucano le gomme e va fuori strada, svenendo. Si risveglia nel palazzo di fronte alla centrale, legato ed imbavagliato. I tre montanari lo chiudono in un barile infiammabile e lo lasciano bruciare. Sentendo le urla di Mose, lo sceriffo cerca di salvarlo, ma poco prima di entrare nell'edificio, esso esplode e Angela viene stordita. Nel frattempo, Maynard convince Lita ad aprirgli la porta e a lasciarlo libero, promettendole in cambio di farla sopravvivere. Lita si fida del vecchio, ma dopo avergli aperto la cella, lui prende un cacciavite e le cava gli occhi. Uscendo dalla prigione, Maynard punta la pistola ad Angela, ma lei, risvegliandosi, ha la meglio: gli spara in una spalla e lo rinchiude in cella. Dopo aver soccorso Lita con delle bende, lo sceriffo esce di nuovo, e nota una macchina parcheggiata dove al posto del guidatore è seduto il marito Jason, legato e imbavagliato. Ignara di tutto, Angela apre la portiera del guidatore, ma così facendo aziona un meccanismo che sbudella Jason con un coltello appeso a delle corde nascoste. Sul ciglio della strada arriva Tre Dita con il suo pick-up e dopo esser sceso dal mezzo ha una colluttazione con la donna, nella quale il cannibale ha la meglio. Lita scappa, e Angela viene bruciata viva da Maynard. Sulla strada della fuga, Lita trova aiuto sentendo una macchina che si ferma per aiutarla. Solo una volta salita a bordo scopre che in realtà si tratta di Maynard e i suoi ragazzi che sono venuti a prenderla.

## Produzione
Il film, come Wrong Turn 3 - Svolta mortale, è stato girato a Sofia, in Bulgaria. La maggior parte dei membri della troupe è bulgara, attori compresi.
L'attore Borislav Iliev ha interpretato Tre Dita anche in Wrong Turn 3 - Svolta mortale.

## Promozione

### Slogan
- La paura ti mangerà.
- Puoi trattenere il respiro, chiudere gli occhi, ma ormai non puoi più prendere la giusta strada!

## Distribuzione
Il film è uscito il 23 ottobre 2012 in America in Dvd e Blu Ray dalla Twentieth Century Fox.

### DVD
L'edizione italiana è uscita mercoledì 26 febbraio 2013 e contiene un commento del regista Declan O'Brien, un giorno sul set, un videodiario del regista, le scene dei montanari, effetti speciali

## Accoglienza

### Critica
Il film ottenne critiche negative. È stato criticato per gli effetti speciali e per la storia che sembra lasciare molte domande agli spettatori. Viene salvata l'ottima recitazione di Bradley.

## La saga diWrong Turn
- Wrong Turn (Wrong Turn), 2003)
- Wrong Turn 2 - Senza via di uscita (Wrong Turn 2: Dead End), (2007)
- Wrong Turn 3 - Svolta mortale (Wrong Turn 3: Left for Dead), (2009)
- Wrong Turn 4 - La montagna dei folli (Wrong Turn 4: Bloody Beginnings), (2011)
- Wrong Turn 5 - Bagno di sangue (Wrong Turn 5: Bloodlines), (2012)
- Wrong Turn 6: Last Resort (Wrong Turn 6: Last Resort), (2014)
- Wrong Turn (Wrong Turn: The Foundation), (2023)